# Carbonylproteine

Fragmentierung einer Polypeptidkette. Die auf der rechten Seite ablaufende Reaktion führt zu einem Carbonylprotein.

Auch der Polypeptidstrangbruch durch Oxidation eines Glutaminsäurerestes führt zu einem Carbonylprotein.

Carbonylproteine sind Oxidationsprodukte von Proteinen (Eiweiße). Sie entstehen in den Zellen von Organismen durch die Einwirkung reaktiver Sauerstoff- und reaktiver Stickstoffspezies auf Proteine, Peptide und Aminosäuren, wobei Aldehyde und Ketone – beides Verbindungen mit einer reaktiven Carbonylgruppe – entstehen. Die durch die Proteinoxidation gebildeten Carbonylproteine dienen als Biomarker zur labormedizinischen Bestimmung des oxidativen Stresses.

## Entstehung
Carbonylproteine entstehen durch die Oxidation von Proteinen, sowohl in vivo (im lebenden Organismus), als auch in vitro, beispielsweise in einer Zellkultur. Die Oxidationsreaktion ist häufig metallkatalysiert. Der Gehalt an Carbonylproteinen in einem bestimmten Gewebe ist ein direktes Maß für den oxidativen Stress, dem das Gewebe ausgesetzt war. Durch die Oxidation sind die Proteine für den katalytischen Abbau durch Peptidasen im Zytosol markiert. Die Oxidation von Proteinen ist mit eine Ursache für geschädigte Enzyme, deren Anzahl mit zunehmendem Alter und bei einer Reihe von pathologischen Zuständen größer wird. Beispielsweise sind Carbonylproteine an der Entstehung des Grauen Stars maßgeblich beteiligt. Über die reaktiven Aldehyd- beziehungsweise Ketogruppen können durch Reaktion mit terminalen Aminogruppen oder der Aminogruppe in der Seitenkette von Lysin von anderen Proteinen Imine entstehen. Dabei werden die Proteine quervernetzt. Quervernetzte Proteine sind weitgehend funktionslos und können von den Zellen nur unzureichend abgebaut werden. Sie werden daher in den Zellen eingekapselt und abgelagert. Ein Beispiel ist das Alterspigment Lipofuscin.
Die Ursache für den oxidativen Stress, der zur Bildung der Carbonylproteine führt, sind Stressbelastungen des Organismus jeder Art. Erkrankungen, Operationen und Verletzungen, Ischämien und Reperfusionen spielen dabei eine Rolle; ganz speziell Entzündungen. Aber auch Sport, sowohl anaerobe, als auch aerobe Übungen, erhöhen die Produktion reaktiver Sauerstoff- und Stickstoffspezies, deren Oxidationsprodukte – unter anderem Carbonylproteine – nach entsprechenden Übungen nachweisbar sind. Parallel wird durch die sportliche Betätigung aber auch die endogene antioxidative Abwehr der Zellen aktiviert.
Auch in normalem gesunden Gewebe enthalten die Proteine geringe Mengen an Carbonylgruppen. Der Wert liegt bei ungefähr 0,1 µmol pro Gramm Protein, was etwa einer Ketogruppe auf 30.000 Aminosäuren entspricht. Unter den Bedingungen des oxidativen Stresses sind diese Werte um den Faktor 2 bis 20 erhöht.

## Diagnostik und Analytik
Der Gehalt an Carbonylproteinen kann beispielsweise per Dot-Blot unter Anwendung eines anti-2,4-Dinitrophenylhydrazin-Antikörpers bestimmt werden. Auch ohne entsprechenden Antikörper kann die Bestimmung direkt mit 2,4-Dinitrophenylhydrazin spektroskopisch erfolgen. Andere Verfahren arbeiten mit tritiertem Natriumboranat, mit dem die Carbonylgruppen selektiv reduziert werden.

## Weiterführende Literatur
- R. Widmer: Wirkung von Hemmstoffen und Antioxidantien in Gliazellen bei Anoxie/Reoxygenierung und in der hepatischen Enzephalopathie. Dissertation, TU Berlin, 2007
- B. Chakravarti und D. N. Chakravarti: Oxidative modification of proteins: age-related changes. In: Gerontology 53, 2007, S. 128–139. PMID 17164550 (Review)
- R. L. Levine und E. R. Stadtman: Carbonylated proteins and their implication in pathology and physiology. In: Redox Proteomics: From Protein Modifications To Cellular Dysfunction And Diseases. I. Dalle-Donne, A. Scaloni und A. Butterfield (Editors), Wiley Interscience Series on Mass Spectrometry, 2006, ISBN 0-471-72345-2, S. 123–157.
- R. Koo-Ng u. a.: Carbonyl Levels in Type I and II Fiber-Rich Muscles and Their Response to Chronic Ethanol Feeding In Vivo and Hydroxyl and Superoxide Radicals In Vitro. In: Alcoholism: Clinical and Experimental Research 24, 2006, S. 1862–1868. doi:10.1111/j.1530-0277.2000.tb01991.x
- Z. Radak u. a.: Super-marathon race increases serum and urinary nitrotyrosine and carbonyl levels. In: Eur J Clin Invest 33, 2003, S. 726–730. PMID 12864784
- R. L. Levine u. a.: Determination of carbonyl content in oxidatively modified proteins Methods Enzymol. 186, 1990, S. 464–478. PMID 1978225